# 亚历山大城 (亚拉巴马州)
亚历山大城（Alexander City）是美国亚拉巴马州塔拉普萨县的一个城市。

## 地理
该城市的总面积为39.0平方英里。

## 人口统计
根据美国2000年人口普查，该城市共有15008人，6152户，4134个家庭。